# Torony (építmény)

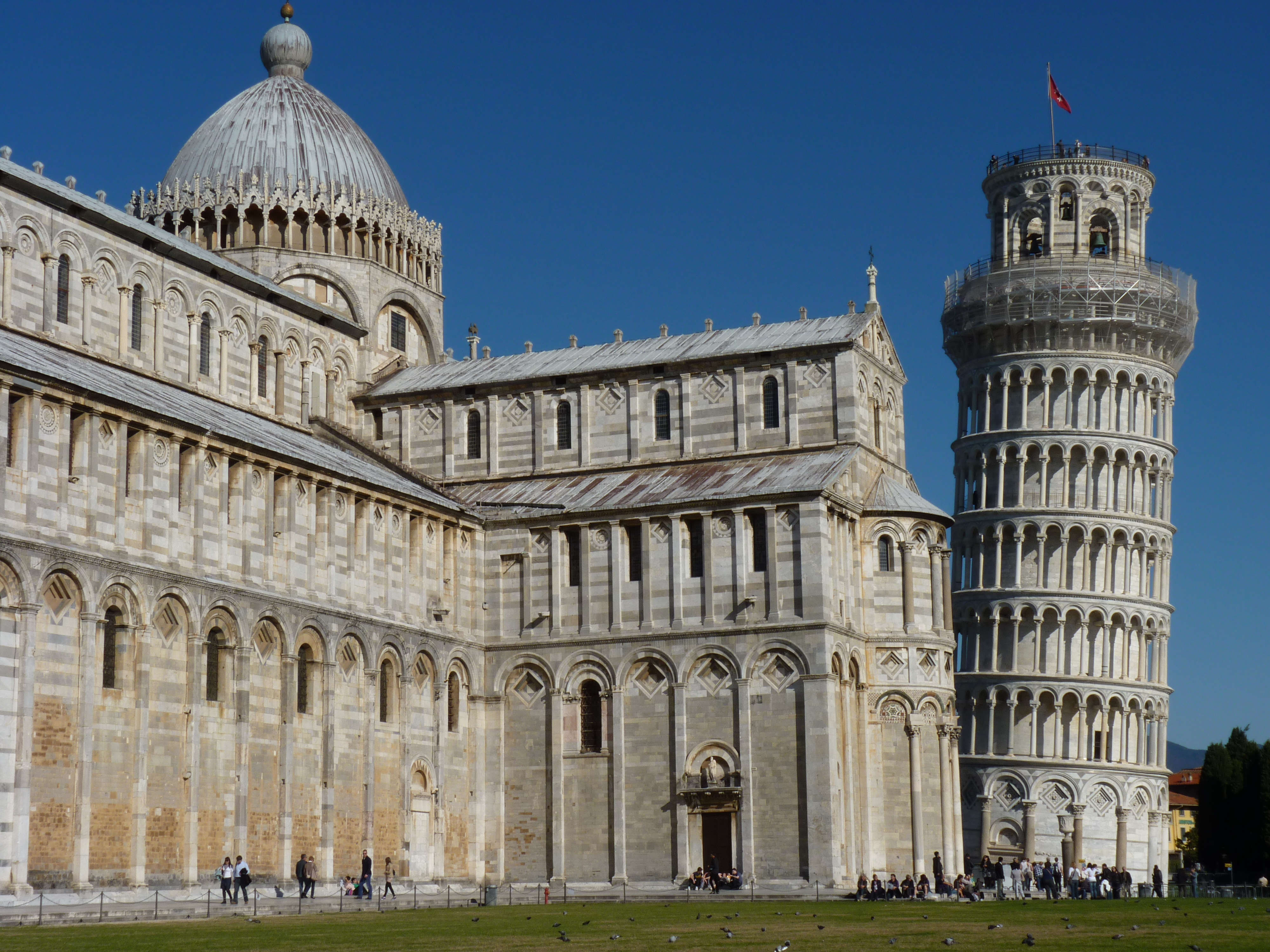
A pisai ferde torony

A torony olyan álló négy- vagy sokszöghasáb-, esetleg henger alakú, alapterületéhez viszonyítva nagy magasságú építmény, melynek funkciója meghatározza építését, berendezését. Állhat önállóan: zikkurat, minaret, harangtorony (ebben az esetben campanile). Más építményekkel együtt: őrtorony, tűztorony, óratorony, kilátótororny, hídtorony, kaputorony, lakótorony, a vár részeként öregtorony (donzson). Az egyes épületek tornyai, akár templomé, akár váré vagy más világi építményé, régi rendeltetésüket a modern korig megtartották. A modern építészet tornyai látványelemek vagy infrastrukturális szempontból fontosak (víztorony), esetleg betölthetnek távközlési szerepet is (adótorony, antenna).